# ブル中野
ブル中野（ブルなかの、1968年1月8日 - ）は、日本の元女性プロレスラー、プロレス解説者、タレント、YouTuber。愛称：ブルちゃん、ブル様。本名：青木 恵子（あおき けいこ）、旧姓：中野。東京都出身、埼玉県川口市育ち。血液型B型。
米国のWWF世界女子王座を日本人で初めて獲得。他にWWWA世界シングル王座獲得多数。1990年代、その頂点として君臨した。
引退後は渡米してプロゴルファーに挑戦するも挫折。格闘家との結婚後、東京都中野区で飲食店を経営し、美人ママとして度々メディアに出演した。

## 来歴

### デビュー前
東京都北区赤羽出身。家庭の事情から転出が多かった。板橋区成増の小学校に通ったが、4年生時は神奈川県逗子市へ、5年生時に埼玉県川口市へ転出。川口市立芝東中学校を卒業した。メディアによって出身地の記載が異なる（埼玉県もしくは東京都）のはこの事情による。プロレスファンだった母の影響からプロレスを観ることは好きだったが、選手としての活動は不本意だったという。当時の全日本女子プロレス入門者のほとんどは女子のスターレスラーに憧れて入門したが、中野は母が好んだというアントニオ猪木に憧れていた。中学時代まで水泳と柔道に打ち込み、柔道の埼玉県大会では2位を獲得している。しかし中学時代は不良でもあったとインタビュー等で度々語っている。

### 駆け出し時代
1981年（中学校1年生時）、全日本女子プロレスのオーディションに合格し、入門を目指す練習生となる。このころは「歌って踊れるアイドルレスラー」になることを夢見ていた。1983年、全日本女子プロレスに入門。プロテストには二度不合格となり、三度目での正式入門だった。9月23日、埼玉県の戸田市スポーツセンター大会にて、本名である中野恵子でプロデビュー。中野vs柳下まさみ&小松美加組（3名ともデビュー戦）による1対2変則マッチ。女子レスラーとしては恵まれた身長（170cm）だが、入門当初はぽっちゃり体型で運動能力はとても低かった。それを人一倍の努力と練習により向上させていく。垂れ目で愛嬌のある顔立ちから新人時代の愛称は「パンダちゃん」（長与千種や同期の仲間たちが命名）。新人のころから料理上手でレパートリーも豊富であったという。ヒール転向後のフェイスペイントは垂れ目を隠す目的もあった。
本名で活動する新人時代には、秋の1983年度新人王トーナメントにて優勝。また、メインイベンターであり新人時代から面倒を見てもらった長与千種の付き人になったり、1984年9月13日の戸田大会における全日本ジュニア王座の獲得など、同期の中では出世頭であった。その一方、ある同期をいじめた（ぶるちゃんねるでの小倉由美との対談では「小倉をいじめていた」旨の発言がある）ことにより全女内の風紀を乱していた。その結果、先輩レスラーたちに目を付けられ無視されたり、自身もいじめを受けるなど誰にも相手にされなかったという。また、「派閥があったりいじめがあったり、同期の中でも問題があったりみんな仲が悪かった」と中野自身がインタビューなどで語っている。新弟子時代は食料事情も劣悪だった。派閥の存在から男子のプロレス団体のように弟子たちがちゃんこ鍋を囲み食事をする機会がなかった。また、初任給5万円から寮費である5千円を引いた4万5千円でやり繰りし、人気のある先輩たちに差し入れられた食べ残しで空腹を満たすのが常だったという。三角コーナーに捨ててある切り落としたキュウリの端を食べるか否か葛藤するほど困窮していた。米飯に紅生姜を乗せただけという食事も多く、中野は紅生姜がトラウマになってしまったという。
そんな折、以前より中野を気にかけていたダンプ松本（のちの師匠）から「極悪同盟」入りを持ちかけられる。「しゃべくり007」で本人が語ったところによると、中野本人は「ビューティ・ペア」のような「歌って踊れるアイドルレスラー」に憧れていたためヒール転向を厭忌し何度も断ったが、ダンプから「お前はデブでブスなんだから悪役になれ！」と毎日言われたという。先輩には絶対服従であり、最終的には折れるかたちでしぶしぶ了承したところ、松永高司会長のもとへ半ば強引に連行され「中野が悪役になりたいって言っている」と報告されてしまう。極悪同盟へ加入。その後、ダンプから本格的に面倒を見てもらうようになり可愛がられたという。ダンプは後年のインタビューにて「ベビーフェイス側からダンプが気に入った後輩一人を極悪側へ引き抜いてもいいよ」と全女の上役から提案があったことを明かした。また、「中野ともう一人気になっていた選手のいずれかに決めようと考えていた」とも語った。

### 極悪同盟
極悪同盟加入後、1985年2月からダンプ松本にあやかり、中野恵子から「ブル中野」へリングネームを改名。パンクをモチーフとする明瞭なヒールの外観と、ヌンチャクを凶器に使用するというギミックに変更。こうして誕生したブル中野は、ダンプ松本、クレーン・ユウらと組んだヒール軍団「極悪同盟」での活動によってレスラーとして一気にブレイクを果たす。ユウの引退後に組んだダンプ松本とのタッグチームは、ベビーフェイスであるクラッシュギャルズとの抗争で人気を博し（このタッグチームは当時、米国のマディソン・スクエア・ガーデンでも再現されている）、全日本女子のメインイベンターかつトップレスラーとしての地位を確立。同時期、給料のほとんどを体格を大きくするための体重増量に費やしていた。その過程において、92kgからなかなか体重が増えず、男性ホルモン剤の注射などで100kgに到達させている（のちのWWE遠征時には体重を90kg台に落とした）。2018年の取材では92kgから100kgへの増加にアナボリックステロイドを使用したと明かした。
ヒール転向は中野の志望ではなく、上役からの指示だったため、極悪同盟入門当初はヒールに徹しきれなかったという。中野の悩みを汲み取ったダンプは、ヒールレスラーとしてキャリアを重ねる覚悟を決めさせようと、九州巡業の控え室にて「今日からモヒカン刈りになって私（ダンプ）のパートナーになれ！」と突然語気を強めた。つづけて「でもまだ半人前だから半分切ればいいや」と外人選手達に押さえつけられた中野の左側の髪をバリカンで剃り落としてしまう。中野はその後、ホテルの部屋で一人号泣したとのちのインタビューや著書などで語った（ダンプによれば、ダンプのパートナーだったユウが同時期にレフェリー転向が決まり、今後は中野とパートナーを組み極悪同盟を継続させるためにやむなく断髪したという）。中野はこの髪型がきっかけで、当時密かに交際中だった男性と別れている。また、「もう女性として生きることをやめ、プロレスの世界で生きる」と覚悟を決め、「はじめてプロレスラーになれたのはこの瞬間」と述懐した。右側の髪を残したこのモヒカンスタイルは獄門党（後述）の初期まで継続された。

### 獄門党
1988年のダンプ引退後（のちに復帰）は、自身をリーダーとした "獄門党" を結成。グリズリー岩本、アジャコング、バイソン木村らの実力派を従えヒールの頂点として活動。以降は青に染髪し、ロックバンド『BUCK-TICK』からヒントを得た逆立てヘアをトレードマークとした。クラッシュギャルズ引退後の1990年1月4日、後楽園ホールで行われたWWWA世界シングル王座決定トーナメントにて西脇充子を下し優勝、第37代王者に輝く。以後およそ3年間にわたりチャンピオンとして全日本女子プロレスの屋台骨を支え、その強さから "女帝" と呼ばれるようになる。
極悪同盟を引き継ぐかたちで獄門党結成後、しばらくしてマスコミからダンプについて質問された際、「あんな奴と一緒にするな。あいつはただ竹刀を振り回していただけだろ。あたしにはプロレスの心があるんだよ!」と言い放った。その言葉どおり、過剰に凶器へ依存しない、技の凄みや説得力で勝負するヒール像を作り上げた。レスラーとして一線を引いた後も、ダンプに対し「悪い見本」「あのまま（ダンプが引退せずに）いたら、私は絶対に勝てた」と述懐している。
師匠であるダンプの世話になったことを感謝する発言はみられたが、ダンプを前にしてもなおレスラーとして技を評価することは一切なかった。しかし、「極悪同盟に加入してからは、ダンプさんが引退するまで毎回すべての飲食代を支払ってもらって自分のお金を出した事は一切なくて、デビュー2年目以降は食べることには全く苦労しなくなったのでとても感謝している」「ダンプさんは練習嫌いで練習している所を見たことがない（笑）」「ダンプさんに教わったことで一番役に立ったのは（引退後に自身の店を開くきっかけにもなった）酒を教えてくれたこと」「ダンプさんの試合は基本的に技などで戦うものではなくて、ヒールレスラーの王道でもある凶器攻撃でお客さんに魅せるものだったけどそこがまた上手くて凄かった」と語っている。
ダンプが引退する際、共に引退しタレントとして芸能活動しようと勧誘されている。中野は全女でのトップを目指していたため断ったところ、「ダンプさんにその日から引退まで全く口を聞いてもらえなかった（笑）」という。
その後20年にわたり、タレント転向したダンプと仕事場で共演時に顔を合わせた際には社交辞令で当たり障りのない会話はするものの、仕事場からの行き帰りには無言になるなど、以前のようにダンプに対し本心を話す事が全くなくなり心を閉ざすようになったと中野本人も話している。しかし、ぶるちゃんねるでの師弟対談（2022年年明け）において「ダンプさんに謝りたい事がある」とし、「現役当時はプロレスの方向性や考え方の違いからダンプさんよりも実力が上だと度々言っていたが、偉大なダンプさんを越えたかったからそのような事を話していた」と本心を話して涙ながらにダンプへ謝罪した。それを受けたダンプは、中野が極悪同盟時代から人知れず努力や練習を重ねてきたことを認識しており「ブルちゃんが獄門党では主に凶器攻撃の極悪とは全く違う、凶器を使わない実力のみの戦い方でプロレスをやりたかった事も解っていたから全然謝らなくてもいいよ」と語りかけた。

### 善悪を超えたヒロインへ
優れた実力によって、ヒールでありながら女子プロレス界の最高位を占め、ベビーフェイスがヒールを倒すという従来の対立構造を崩した。獄門党から配下のアジャコング、バイソン木村の両名からなる「ジャングル・ジャック」の独立を許し、ヒール対ヒールというかつてない対立構造を団体の中心に据えた。既存の女子プロレスにはない金網デスマッチやチェーン・デスマッチの敢行、巨体ながらムーンサルト・プレスやトペ・スイシーダなど宙を舞う華麗な空中戦法で、女子プロレスの歴史を塗り替える顕著な実績を残した。同時期に開始された他団体のトップ選手と戦う団体対抗戦は大いに盛り上がり、中野は善玉悪役を超越し会社の看板を背負い臨んだ。
1990年11月14日、横浜文化体育館にてアジャとの金網デスマッチを開催。金網ケージの頂上から放ったギロチン・ドロップによって、女子プロレスの枠を超え一気にブレイクを果たした。
1992年11月26日、川崎市体育館にてアジャに敗れ、WWWA世界シングル王座を失う。

### WWF時代
1993年から米国のWWF（現WWE）へ長期遠征した。ルナ・バションをマネージャーに女子戦線のトップヒールとしてアランドラ・ブレイズと抗争を繰り広げた。中野はWWE世界女子王座を獲得した唯一の日本人レスラーである。一番多い月には28試合というハードスケジュールをこなした。米国の運転免許は未所持だったため、移動時には空港でレスラーと思しき男性を探して車に同乗していたという。新崎人生（白使）や佐藤昭雄（Shinja）のWWF加入後は、新崎らと行動を共にした。
WWEのRAW10周年イベントにて、ショーン・マイケルズが中野についてスピーチで軽く触れている。ジム・ロスは、『Unforgiven 2007』での実況中、ベス・フェニックスを「アメリカのブル中野」と評した。

### 日本に復帰
1994年に帰国し、日本の女子プロレスシーンに復帰。神取忍とのチェーンデスマッチにて勝利を収めた（女子初のチェーンデスマッチはデビル雅美VSモンスター・リッパー）。神取は、中野がかつて試合で放った「高さ4mある金網の上からダイビング・ギロチンドロップ」を目の当たりにし「こんなすごいことをやれる女子プロレスラーが日本にいたのか」と驚嘆、それ以来ブル中野とのチェーンデスマッチを切望するようになったという。対戦を控えた神取は「お互い好き放題暴れられるよう、鎖を長めにしてほしい」と要望を出す。中野はこの申し出を快諾、神取の希望をほぼすべて了承して試合に臨んだ。中野は、その長いチェーンを脚部に巻き付けたダイビング・ギロチンドロップを放ち快勝。この技で神取は顔面を負傷したが、「ブルさんだからこそ、あれ（ギロチンドロップ）を躊躇なく私の顔面に落とした。本当に素晴らしい試合でお客も喜んでいたし、私にとってもベストバウトと考えている」と述懐している。
1996年、再び米国へ遠征。WCWでメデューサらと抗争を繰り広げた。同時期より「お前らが結婚して、子供作っても、ブル中野のプロレスを見せてやる」といったマイクパフォーマンスなど、いちヒールレスラーから、女子プロレス界のご意見番として善悪を超えた存在となっていく。
1997年、米遠征中に負った、左膝靭帯2本の断裂によりプロレスラーを引退。引退後の2001年には、米国プロレス誌『Wrestling Observer Newsletter』選定の殿堂入りを果たした。
ヒールレスラーとして大きな成功を収めたが、本来の中野は温厚かつおっとりした性格の持ち主。ダンプをはじめ他の極悪同盟メンバー同様に後輩の面倒見がよく、現在でも多くの者から慕われる存在である。加藤悦子、堀田祐美子、アジャコング、KAORU、影かほる、三田英津子、山田敏代、井上京子、井上貴子など、多くの後輩をプライベートでも可愛がっていた。北斗晶は、プロレスラーになる以前からブル中野のファンで、私設ファンクラブを立ち上げた経験をもつ。プロでは先輩後輩、のちにライバル関係となる二人だが、プライベートでは親友関係にあった。北斗の同期にあたる、後輩の神崎文枝とも親友として懇意にしていたという。

### 引退後ゴルフ転向するも断念
プロレスを辞めたのち、ゴルフへ専念する過程でダイエットを行い、50kgまで減量した。このダイエット体験をもとに、ハウツー本（後述）をのちに執筆している。テレビ番組『リングの魂』での企画にて、ダイエットスクールを開講したことがある。
2000年から単身渡米してフロリダ州オーランドにてゴルフ修行を開始。セカンドキャリアとしてプロゴルファーを目指す。当時、観光ビザで入国したが、アメリカ同時多発テロ事件以降は日米間の行き来が困難となり、英語学校の学生ビザを急遽取得する羽目になったという。その後、WWE世界女子王座を獲得した唯一の日本人レスラーという実績が認められ、異例ながらグリーンカードを取得。結局プロテストには通過できず、プロへの道を断念し2008年帰国した。現役時代から貯金していた数億円を渡米時に使い切ったと『しくじり先生 俺みたいになるな!!』およびインタビューなどで語っている。

### 結婚、店舗経営
2010年4月20日放送の『魔女たちの22時』にて10年ぶりとなるテレビ出演。同番組で紹介したダイエット法は、「青色」を部屋中に張り巡らせ、心理的効果により食欲を減退させるものだった。また帰国後、体重キープを目的に通いはじめたムエタイ道場にて15歳年下のキックボクサー兼ムエタイ選手の青木大輔と出会い、2010年2月14日に入籍したと同番組内で発表。交際中は、自分が「ブル中野」だとなかなか明かせず、プロポーズを受けるまで隠していた。中野の口から過去の経歴をまったく聞かされていなかった青木は、本名の『中野恵子』でネット検索し、中野が明かす以前に事実を認識していたようで「彼女がまさかあのブル中野だったとは全く思わなかった」と語っている。
2010年7月23日、小料理店「中野のぶるちゃん」を開店。その数か月後、小料理店を閉店。移転・リニューアルというかたちで2011年2月25日、「ガールズ婆バー・中野のぶるちゃん」を開店した。同店には全日本女子プロレスの後輩で中野がプライベートでも可愛がっている山田敏代や三田英津子、吉田万里子、脇澤美穂、玉田凛映、現役レスラーでは広田さくらなどがスタッフとして店を手伝った。

### 引退興行
正式な引退試合および引退式などは行わなかったが、2012年1月8日（中野の誕生日）、東京ドームシティホールにて引退セレモニーを開催。「15年間プロレスから離れて、その後ゴルフで挫折してしまってからはブル中野という名前を使うのも人前に出るのも嫌だった。 結婚を機にこれからは前向きになって生きていこうと思い、それまで引退試合をしていないのが心残りだった」としたが、「怪我のため自身の試合は行わず、セレモニーのみとなった」との理由で引退セレモニーを行った。50kg台だった体重を現役当時の100kgほどまで戻しセレモニーに臨んでいる。その後は再びダイエットして60kg台にすると宣言した。
引退興行後は、アジャ&バイソン組との髪切りマッチ（パートナーは井上京子）から21年後となる1月11日、都内ホテルにて興行参加選手・関係者を招き断髪式を開催。招待者らが順にハサミやバリカンで断髪し、最後は丸刈りとなった。再びダイエットを開始し、運動・骨盤矯正・水素水の使用などを並行し半年間で32.5kgの減量に成功。

### その後
吉川晃司のデビュー当時からのファンである。彼の主演映画『テイク・イット・イージー』の相手役オーディションにも応募している。書類選考で落選したが、仮に合格していればプロレスラーを辞めるつもりだったという。
バー経営の傍ら、タレントとして芸能・講演活動を行った。プロレス業界との関係も継続され、FIGHTING TV サムライの女子プロレス中継では解説者を務めた。2012年3月20日夜のスターダム後楽園大会「ワールド・オブ・スターダム選手権試合」高橋奈苗（王者）vs里村明衣子（挑戦者）戦では立会人として参加。2013年10月1日、今井良晴追悼興行にて大会実行委員長を担い、ダンプが出場したメイン試合の場外乱闘では竹刀を手にダンプの加勢をした。2014年3月22日、大田区総合体育館で開催された長与千種プロデュース興行「That's 女子プロレス」では極悪同盟のセコンドとして参加。
引退セレモニー前後で体重を増減させたことを契機にダイエットとリバウンドを繰り返し、自力による減量が不能となった。現役時代から膝の過負荷により重度の変形性膝関節症を患う。2015年2月、膝の負担を軽減するため、胃の9割を切除して摂食量を抑制している。
2017年11月3日、エキシビションではあるが「豊田真奈美30周年記念興行～飛翔天女～豊田真奈美引退」1分間51試合興行の38番目として登場。スクールボーイで敗戦した
。
2019年3月2日、「中野のぶるちゃん」を閉店する。同年5月からは、山田敏代が跡地にて「中野のぱわすぽ」を開店。2020年4月12日、新型コロナウイルス感染症の影響もあり閉店した。
2021年4月1日、YouTubeチャンネル 「ぶるちゃんねるBULLCHANNEL」を開設。プロレス界の人脈を生かし、過去の名選手や現役選手へのインタビュー動画などを配信している。同年8月11日、新型コロナウイルスに感染し自宅療養していたことを自身のチャンネルで公表。同年10月9日の配信では、大先輩であるマッハ文朱をゲストに迎え、往年のプロレス技である「コブラツイスト」を知らなかったと明かした。驚いたマッハによって、実際に技をかけてもらい体験している。
同年10月16日配信での企画「【酒豪レスラー2位】試合の痛みを忘れる為に、毎晩狂うように飲んでいた"あの選手"がランクイン」にて、当該レスラーが自身であることを明かした。現役時代からほぼ毎日飲酒を続けていたという。上述した胃切除手術後の経過観察にて、肝臓に関する検査数値が芳しくないと指摘を受ける。その結果、固形物は少量しか食べられない状態となり、酒で糖質を摂る日々だった。皮膚がぼろぼろと剥け、頭髪は抜け落ち、腹部のみ膨らむようになった。ネット検索したところ、腹水がたまっていると自覚したが仕事に穴を空けることを嫌い入院治療を先延ばしにした。2020年6月、着替え時に異変に気づいた夫とともに向かった病院でアルコール性肝硬変と診断を受け入院。16日間は鎖骨辺りにつけた管で栄養剤を注入され、退院（帰宅）したのは2カ月後だった。「中野のぶるちゃん」経営時から体調面で変調をきたしており、閉店のきっかけは自身の体調悪化によるものだった。退院後、硬くなった肝臓が元に戻らないと知り「もう一生、お酒は飲めないんだ」と思ったが意外にもショックは受けず、いっさいの飲酒を断っていると話している。東京と地方を行き来しながら仕事とゴルフに励み、医師の指導を守り塩分は1日7グラムまでに控えている。少量しか食べられないため、肉・魚のたんぱく質を優先し、次に野菜を摂り、糖質は最後にするなど健康維持に心掛けている。
2024年、WWE殿堂入りが発表された。日本人女子レスラーとしては史上初の快挙となる。1月16日、WWE関係者から直接「殿堂入りが決まった」旨を聞き、「すべての苦労が報われた。これでようやく終われるなって…」と涙を流したという。
2025年8月には、芸能事務所ケイダッシュグループと業務委託契約を結んだ。

## 得意技
現役時代は、巨体に似合わぬ空中殺法、意外なプロレス技も得意としていた。WWE殿堂入りが決まった際に『週刊プロレス』の特集記事に掲載された代表的な技のみを掲載する。
ダイビング・ギロチンドロップ
中野の代表的なフィニッシュ技。鍛え上げられた太い足から繰り出される重爆弾と形容される本技は破壊力抜群と評された。アジャコングとの金網デスマッチで、高さ4メートルから飛んだ時のギロチンドロップは語り草になっていると評されている。
ダイビング・ローリング・ギロチンドロップ
ダイビング・ギロチンドロップを進化させた技。コーナーから前方に1回転しながら飛んで繰り出すギロチンドロップ。通常のダイビングギロチンがキックアウトされた時に奥の手として使用。
ムーンサルト・プレス
1991年9月の井上京子とのWWA世界シングル防衛戦で初公開。全盛期の中野は体重115kgの非常に大きい体であり、その体がコーナーから舞う姿はインパクトが大きかったと評されている。ダイビングギロチンとローリングギロチンを返された時のさらなる奥の手のような技として使用。
ラリアット
飛び技・投げ技・関節技などをオールマイティーに使いこなしていた中野が多用した代表的な打撃技と紹介されている。
ジャーマン・スープレックス・ホールド
極悪同盟に加入した頃までの若手時代は、投げ技の名手として評価の高かった中野の隠れた得意技。同じく本技を得意技のひとつとしていた長与千種との対戦では、この技の応酬が見せ場だったと評されている。
ブルズポセイドン
リバーススープレックスの体勢から尻もちを付くように自らの体を落とし、抱えた相手の頭部をマットに叩き付ける変形パイルドライバー。中野にとってはここ一番の奥の手のような技で、その後、本技を元に多くの派生技が生まれたと解説されている。
ブルズグランパス
相手に背を向け、肩越しに片足を掴み絞り上げる変型の逆片エビ固め。技名は技をかけている体勢がしゃちほこのようになることから、しゃちほこ=シャチ=グランパスに由来している。
ブルズアンヘリート
サソリ固めの要領で足を固めたあと、振り向いて相手の両腕を取って吊り上げる形で決める絞め技。主につなぎ技として試合序盤に使用。
ヌンチャク
凶器のほか、登場時にはヌンチャクの型をパフォーマンスするなど、正確無比の使い手であった。ダブルヌンチャクも扱える。
ヌンチャクは山崎照朝から指導を受けたもの。クラッシュギャルズに空手を指導していた山崎は、一方でクレーン・ユウと中野にヌンチャクを示教した。中野は、ダンプ松本らの使用するそれまでの凶器とヌンチャクが異なることや、自分の個性として習得すべく、山崎の道場に出稽古してまで修練を重ねた。先輩であるユウがヌンチャク習得を止めたこともあり、中野は自分のものとして試合で使えるようになった。ヌンチャクを会得するため、就寝中も肌身離さず持ったという。後年には「（ヌンチャクは）自分のトレードマーク」と述懐している。

## タイトル歴
全日本女子プロレス
- 全日本ジュニア王座 : 1回（第7代）
- 全日本王座 : 1回（第7代）
- オールパシフィック王座 : 1回（第14代）
- WWWA世界シングル王座 : 1回（第37代）
- WWWA世界タッグ王座 : 3回（第82・85・86代）（w / ダンプ松本、コンドル斎藤、岩本久美子）
- 新人王決定トーナメント 優勝 : 1回（1983年）
- ジャパングランプリ 優勝 : 1回（1988年）
- タッグリーグ・ザ・ベスト 優勝 : 1回（1985年）（w / ダンプ松本）

WWF / WWE
- WWF世界女子王座 : 1回
- WWE殿堂（2024年）

CMLL
- CMLL世界女子王座 : 1回（初代）

プロレス大賞
- 話題賞（2024年）

## 入場テーマ曲
- GENOCIDE （「BEAUTIFUL FIGHTERS」に収録）
- 女帝〜Boss of the World〜 （「完全版全日本女子プロレス選手別テーマ曲集」に収録）
- Orient Express

## ブル中野引退興行
1997年、引退試合およびセレモニー等は行わず引退を発表。その後はプロレス界から距離を置く生活を送る。そんな折、2010年の結婚を機に嫌悪していたレスラー時代を振り返り、2011年9月8日、心残りであった引退試合を自身44歳の誕生日に開催すると発表した。

### 概要
- 参戦選手は、中野自ら各団体の興行を視察し、出場願の入った封筒を選手へ手渡しし交渉を行った。結果として女子プロ団体のほぼすべてが参加するというオールスター戦の様相となった。
- 唯一の男子マッチは、海外時代に助けあった新崎人生、西村修、スペル・デルフィンと、同興業をサポートするZERO1勢によるタッグマッチが組まれた。
- 中野は現役時代の100kgに増量して来場すると宣言。記者会見では、夫である青木大輔から興行の半年後までに40kg減量することを求められ、誓約書へサインした中野はダイエットを約束した[35]。
- 興行では、現役選手による8試合が行われた。その後、中野および現役時代にライバルだったレスラーたちによる３つの「引退試合」と引退セレモニーが行われた。試合は現役時代の戦いを当時の映像とリング上の再現シーンを交えて行う試みがなされた[36]。
- 興行の中盤に設けたハーフタイムにはユリオカ超特Qが、終盤のハーフタイムにはアントニオ小猪木が登場した。

### 参加団体
| アイスリボン(リボン)        | センダイガールズプロレスリング (仙女)     | プロレスリングWAVE (WAVE) |  |
| JWP女子プロレス (JWP)       | ワールド女子プロレス・ディアナ (ディアナ) | スターダム                |  |
| OZアカデミー (OZ)           | REINA女子プロレス (レイナ)                | LLPW-X (LLPW)             |  |
| エスオベーション (Sオベ)    | トリプルテイルズ.S (TT.S)                 | SMASH                     |  |
| OSAKA女子プロレス (OSAKA)   | ユニオンプロレス (ユニオン)               | 極悪同盟                  |  |
| みちのくプロレス (みちのく) | 沖縄プロレス (沖縄)                       | ZERO1                     |  |

### 試合
| 第一試合 ■ スペシャルシングルマッチ 30/1 |                                                           |                                                                                          |
| (OZ) ●アジャコング | 15分14秒 APクロス                                         | 浜田文子○                                                                                |
| レフェリー:和田京平 |                                                           |                                                                                          |
| 第二試合 ■ バトルロイヤル 無/1 |                                                           |                                                                                          |
| ○広田さくら | 25分26秒 ウラカンラナ                                     | GAMI● (WAVE)                                                                             |
| 堀田祐美子 (レイナ)、DASH・チサコ (仙女)、仙台幸子 (仙女)、星ハム子 (リボン)、宮城もち (リボン)、 真琴 (SMASH)、大畠美咲、紫雷美央 (TT.S)、伊藤薫 (ディアナ)、植松寿絵 (WAVE) 桜花由美 (WAVE)、春日萌花 (WAVE)、松本浩代 (Sオベ)、倉垣翼 (JWP)、コマンド・ボリショイ (JWP) 下田美馬、井上貴子 (LLPW)、米山香織 (JWP)、尾崎魔弓 (OZ)、渋谷シュウ (WAVE) |                                                           |                                                                                          |
| 第三試合 ■ 男子6人タッグマッチ 30/1 |                                                           |                                                                                          |
| (ZERO1) ○大谷晋二郎 (ZERO1) 日高郁人 (ZERO1) 橋本大地 | 11分51秒 スパイラルボム                                   | 白使 (みちのく) 西村修 スペル・デルフィン● (沖縄)                                        |
| 第四試合 ■ ギロチンドロップマッチ 30/1 |                                                           |                                                                                          |
| (JWP) 春山香代子 (仙女) ○水波綾 | 13分34秒 ダイビング・ギロチン・ドロップ                   | AKINO 成宮真希● (リボン)                                                                 |
| 第五試合 ■ 50代&40代&30代&20代&10代 10人タッグマッチ 60/1 |                                                           |                                                                                          |
| (ディアナ)ジャガー横田 豊田真奈美 (Sオベ) 中川ともか (スターダム) 夏樹☆たいよう (ユニオン) ●チェリー | 16分15秒 パワーボム                                       | ダンプ松本 (極悪同盟) 井上京子○ (ディアナ) Leon (JWP) 下野佐和子 (OSAKA) つくし (リボン) |
| 第六試合 ■ スペシャルシングルマッチ 30/1 |                                                           |                                                                                          |
| (TT.S) ○華名 | 11分23秒 チキンウィング式胴締め裸締め ⇒レフェリーストップ | 花月● (仙女)                                                                             |
| 第七試合 ■ 6人タッグマッチ 60/1 |                                                           |                                                                                          |
| (スターダム) 高橋奈苗 (仙女) 里村明衣子 ○さくらえみ | 21分41秒 2階からのニャンニャンプレス                      | 栗原あゆみ 世IV虎 (スターダム) 藤本つかさ● (リボン)                                      |
| メインイベント ■ スペシャルシングルマッチ 30/1 |                                                           |                                                                                          |
| (スターダム) ○愛川ゆず季 | 15分11秒 ゆずポンキック・レッド                           | 志田光● (リボン)                                                                         |
| 引退セレモニー ■ 伝説のVTRハイライト |                                                           |                                                                                          |
| ブル中野 ダンプ松本 with 阿部四郎 | 極悪同盟vsクラッシュギャルズ                              | ニセ・クラッシュギャルズ                                                                 |
| レフェリー:クレーン・ユウ、リングアナ:氏家清春 |                                                           |                                                                                          |
| ブル中野 | 伝説のチェーンデスマッチ                                  | 神取忍 (LLPW)                                                                            |
| レフェリー:トミー蘭、リングアナ:今井良晴（大日本プロレス） |                                                           |                                                                                          |
| ブル中野 | 伝説の金網デスマッチ                                      | アジャコング                                                                             |

## 著書
- 『金網の青春』（1991年12月1日、フジテレビ出版）ISBN 978-4594008604

中野恵子名義
- 『ブル中野のダイエット日記―19号サイズの私が9号サイズに』（1998年6月1日、ブックマン社）ISBN 978-4893083500
- 『ブル中野の「ちがう自分」になる本―今日からあなたも変われる』（2003年3月1日、青春出版社）ISBN 978-4413033954

## 出演

### ドラマ
- 日立テレビシティ 輝きたいの（1984年5月、TBS）
- 毎度おさわがせします（1985年1月 - 1985年3月、TBS）
- 夏・体験物語（1985年8月 - 1985年9月、TBS）
- 毎度おさわがせしますII（1985年12月 - 1986年3月、TBS）
- 夏・体験物語II（1986年7月 - 1986年10月、TBS）

### 映画
- 『TOKYO POP』（1987年） - 映画撮影時に使用されたガウンは実際にWWWA世界選手権試合の入場時ガウンとしても利用された。

### テレビ番組
- 女子プロレスのお仕事（FIGHTING TV サムライ、「ぶるママの あなたの悩みにギロチンドロップ」担当）
- しくじり先生 俺みたいになるな!!3時間スペシャル（2016年11月28日、テレビ朝日）[37]
- 中野人図鑑（2017年5月8日 - 2020年6月30日、J:COM 進行MCを担当）
- 阿佐ヶ谷アパートメント（2023年6月5日、NHK総合）
- 激レアさんを連れてきた。（2024年4月15日、テレビ朝日）

### 舞台
- 第5回明るすぎる劇団・東州定期公演「アレー人」（2014年、新国立劇場） - 本人 役[38][39]

## その他
- 最初のダイエット中やプロゴルファーを目指し渡米した当時は、携帯電話のアドレス帳をすべて消去し、友人・知人をはじめ人間関係や誘惑を絶ち、退路を断ってチャレンジしていたが、そんな中、師匠であるダンプ松本だけは定期的に連絡を取り合い数年おきに再会するなど懇意にしていた。ダンプは極悪同盟時代の愛称「ブルちゃん」と呼ぶ。中野にとってダンプは頭が上がらない存在であるという。